# Utschraspred

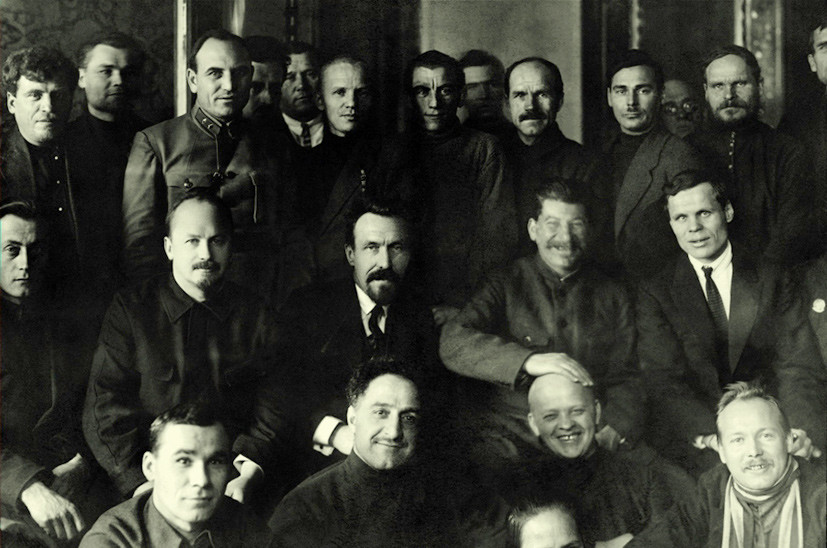
Stalin als Generalsekretär des ZK (mittlere Reihe, 2ter von rechts) während des XII. Parteitags der KPR(B) (17. April - 25. April 1923)

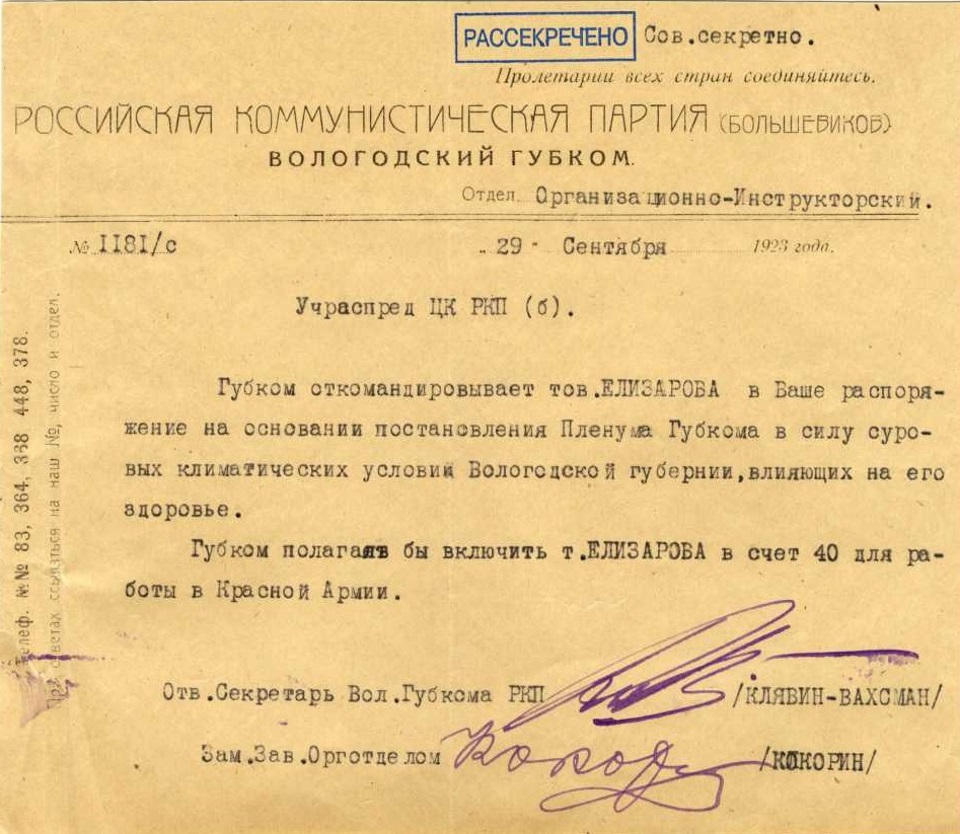
Anweisung der Utschraspred des ZK der KPR(B) an die Parteiführung im nördlich gelegenen Gouvernement Wologda das Parteimitglied Jelisarow gemäß der Entscheidung des Gouvernementkomitees wegen der Beeinträchtigung seiner Gesundheit im rauen Klima des Gouvernements zur Parteiarbeit in der Roten Armee zu entsenden. (29. September 1923)

Utschraspred (russisch Учраспред) war die Abkürzung für Abteilung für die Erfassung und den Einsatz von qualifizierten Parteimitgliedern des Zentralkomitees der KPR(B). (russisch Учётно-распределительный отдел ЦК РКП(б)).
Obwohl die Utschraspred formal dem Zentralkomitee der KPR(B) zugeordnet war, unterstand sie faktisch direkt dem Sekretär der KPR(B). Die ursprüngliche Aufgabe der Anfang des Jahres 1920 entstandenen Abteilung des zu diesem Zeitpunkt unter der Leitung von Jelena Stassowa stehenden ZK der KPR(B) war die schnelle Massenmobilisierung von Parteimitgliedern in Notfällen, wie es etwa in der Krise des Sommers 1918 notwendig gewesen war (→Aufstand der Linken Sozialrevolutionäre,→Kasaner Operation).
Nach dem Ende des Russischen Bürgerkrieges in Europa im November 1920 war eine Massenmobilisierung von Parteimitgliedern ohne individuelle Prüfung nicht mehr sinnvoll, obwohl sie noch bis in das Jahr 1922 fortgeführt wurde. Deswegen wurde die Utschraspred ab diesem Zeitpunkt zu einer Personalverwaltung umfunktioniert und zur Erfassung und Verteilung der Parteimitglieder auf Positionen innerhalb des Parteiapparats KPR(B) eingesetzt. Sie baute aus diesem Grund eine umfangreiche Kartei aller Parteimitglieder auf. Der Parteifunktionär Sergei Syrzow wurde im Juli 1921 Leiter der Utschraspred.
Nachdem Stalin am 2. April 1922 zum Sekretär der KPR(B) gewählt worden war, begann er diese Abteilung, deren bisheriges Wirken auch von anderen Parteimitgliedern als sprunghaft und unwirksam kritisiert wurde, konsequent als eine Personalverwaltung einzusetzen. Gleichzeitig ließ er die Massenmobilisierungen einstellen.
Am 30. Dezember 1922 erfolgte die Gründung der Sowjetunion und Stalin übernahm als Generalsekretär die Leitung der Sekretariate der KPR(B) aller ursprünglich vier Unionsrepubliken (SSR). Entsprechend dieser Hierarchiestruktur wurde auch für die untergeordneten kommunistischen Parteien auf der Ebene der SSR eine Utschraspred eingerichtet. Ab dem Januar 1923 wurde die Zuständigkeit der Utschraspred bis auf die Ebene der Parteipositionen in den Rajons hinunter ausgedehnt. Nach dem XII. Parteitag der KPR(B) (17. bis 21. April 1923) übernahm die Utschraspred auch die Leitung von Personalbewegungen in praktisch allen Staatsorganen, von der Industrie bis zum Volkskommissariat für auswärtige Angelegenheiten. Das heißt, dass etwa die Besetzung sämtlicher Direktorenposten in Fabriken aller Art durch die Utschraspred zumindest gebilligt werden musste. In letzter Konsequenz führte die Utschraspred deswegen die Personalpolitik des gesamten sowjetischen Staates durch.
1923 bestand die Utschraspred aus insgesamt 27 Mitarbeitern und war ein Schlüsselelement zur Herausbildung des später von dem sowjetischen Historiker Michail Woslenski so bezeichneten Nomenklatura-Systems zur Besetzung von Posten innerhalb der KPR(B) und für den Aufstieg Stalins zum Diktator der Sowjetunion. Laut dem von Stalin am 17. April 1923 auf dem XII. Parteitag der KPR(B) vorgetragenen Rechenschaftsbericht über die Parteiorganisation registrierte die Utschraspred im Jahr 1922 1300 Fabrikdirektoren, die „einen Kommandostab der Industrie“ bilden sollten. Weiterhin wurde angegeben, dass die Utschraspred im Jahr 1922 über 10.000 Ernennungen von Parteimitgliedern durchgeführt hatte.
Durch die Beachtung selbst kleinster Organisationsbereiche wurde mittels der Utschraspred ein ausgeprägtes Mikromanagement des Sowjetsystems betrieben. Aufgrund der schieren Menge anfallender Personalentscheidungen wurden 90 bis 95 Prozent der Besetzungen nicht direkt vom ZK der KPR(B), sondern von den Mitarbeitern der Utschraspred nach Gutdünken im Schnellverfahren entschieden, da das besagte Karteikartensystem erst wesentlich später so vervollständigt wurde, dass eine totalitäre Kontrolle über den Parteiapparat der KPR(B) im Sinne des stalinistischen Regierungssystems möglich wurde. Dieser Zustand ermöglichte es Stalin in seiner Position als Generalsekretär der KPR(B) alle ihm ergebenen Personen ohne großes Aufsehen in verschiedensten Positionen innerhalb des Machtapparats der jungen Sowjetunion zu installieren. Die Utschraspred war deswegen eines der wichtigsten Elemente des in der ersten Hälfte der 1920er Jahre entstehenden totalitären bürokratischen Kontrollsystems der Sowjetunion.
Im Juni 1924 wurde die Utschraspred mit Kompetenzen des weiterbestehenden Orgbüros der KPR(B) zur Abteilung für die Organisation und den Einsatz qualifizierter Parteimitglieder (Orgraspred), (russisch Организационно-распределительный отдел ЦК РКП(б) — ВКП(б), Орграспред) zusammengelegt.